# Джордже Перишич
Джордже Перишич (6 травня 1941) — югославський плавець і ватерполіст.
Олімпійський чемпіон 1968 року, учасник 1960, 1972 років.
Бронзовий призер Чемпіонату світу з водних видів спорту 1973 року.